# Pondicherry
Pondicherry er et unionsterritorium i Indien. Navnet blev forandret til det mere indiske Puducherry i 2006.
Pondicherry består af fire enklaver i Sydindien: Karikal, Mahé, Yanaon, og hovedstaden Pondicherry. De var de sidste franske kolonier (sammen med Chandernagore i Bengalen) og overgik til Indien i 1954.